# Marie van Gastel
Marie van Gastel (Antwerpen, 4 maart 1892 - aldaar, 16 september 1980), ook gekend als Mary Pil-van Gastel, was een Vlaamse lerares en verpleegster tijdens de Eerste Wereldoorlog.

## Achtergrond
Marie van Gastel had Nederlandse ouders die naar Antwerpen waren uitgeweken. Haar moeder was overleden en haar vader, Jacques van Gastel, was hertrouwd met de West-Vlaamse Augusta Pil uit Zonnebeke.
Van Gastel studeerde aan het Sint-Maria-Instituut te Antwerpen. Ze werd lerares Frans, handwerken en modetekenen in de meisjesschool Het spijker te Hoogstraten en werkte mee aan het maandelijkse damestijdschrift De Lelie.

## Eerste Wereldoorlog
Bij het begin van de Eerste Wereldoorlog, in augustus 1914, keerde Van Gastel terug naar Antwerpen om zich als vrijwilliger bij het Rode Kruis aan te melden. Ze hielp mee een school tot veldhospitaal in te richten. In oktober 1914 verliet ze Antwerpen met de opdracht licht gekwetste soldaten vanuit het hospitaal naar Engeland te begeleiden. De gewonden werden in Folkestone overgedragen aan het Engelse Rode Kruis. Daarna was het onmogelijk voor Marie om terug te keren naar België en ze werd beschouwd als gewone Belgische vluchtelinge. Ze probeerde wat geld te verdienen door lessen Frans te geven. Ondertussen schreef ze haar oudste zuster, die lekenhelpster was in het Indianenreservaat in Oklahoma, met de vraag om haar te helpen een overtocht naar Amerika te regelen. Haar voornaam Marie werd veranderd in het Engelse Mary.

## Leven in Amerika
Na een moeilijke start met een pover inkomen als gouvernante kon ze als volwaardige lerares aan de slag in Dallas (Texas). Ze maakte promotie, kreeg een cursus aan de Universiteit van Berkeley en kon zelf ook nog wat bijstuderen.
Wanneer, in 1917, Amerika zich aansloot bij de geallieerden werd aan Van Gastel gevraagd voordrachten te geven over haar oorlogservaringen bij de Duitse aanval in Antwerpen. Op vraag van de ministeries van Defensie en Financiën trok ze mee op tournee om vrijwilligers te rekruteren en om Liberty Loans aan de man te brengen, Vrijheidsleningen die de oorlogskosten moesten financieren. Door haar vele voordrachten en contacten met invloedrijke personen kreeg ze de sympathie van verschillende vrouwenbewegingen die volop ijverden voor emancipatie en in het bijzonder voor vrouwenstemrecht. Een damescomité dat geleid werd door de eerste vrouwelijke advocaat van de Verenigde Staten kon bewerkstelligen dat Van Gastel de eerste vrouw werd die de senaat zou toespreken, nadat daar eerst een stemming in Het Huis van Afgevaardigden aan vooraf was gegaan. Na de wapenstilstand toerde ze nog door afgelegen plaatsen in Amerika voor een stichting voor cultureel werk met een soort van volksuniversiteit. Eind 1919 keerde ze terug naar België.

## Gezin en carrière
Weer in België ontmoette ze opnieuw Berten (Albrecht) Pil die als oorlogsvrijwilliger teruggekeerd was van het front en waarmee ze reeds voor de oorlog een innige vriendschap onderhield. Pil was actief in de Vlaamse Beweging. Mary liet zich als een van de eersten inschrijven aan de nieuw opgerichte Katholieke Vlaamse Hogeschool voor Vrouwen te Antwerpen.  Op 14 september 1920 traden Van Gastel en Pil te Antwerpen in het huwelijk. Ze betrokken een woning in Oude God Mortsel. Mary Pil-van Gastel werd voorzitster van het eerste Hoogstudentinnenverbond. Met die vereniging startte ze een campagne voor amnestie en was op 16 januari 1921 een van de organisatoren van een amnestiemeeting in de Hippodroom van Antwerpen, die ze leidde als voorzitster. Bij de verkiezingen van 1929 in Antwerpen kreeg ze de tweede plaats op de kandidatenlijst van de Vlaams-nationalistische partij. De enige zetel ging naar Hendrik Picard.
Uit het huwelijk van Pil en Van Gastel werden drie zonen geboren, Jaak, Emiel en Walter; allen werden ze priester.

## Tweede Wereldoorlog
Tijdens de Tweede Wereldoorlog was Van Gastel actief betrokken bij Hulp aan de gezinnen van Belgische militairen en bij Winterhulp. Op 4 november 1940 overleed haar echtgenoot Berten Pil na een ziekte van tien jaar. Tijdens het bombardement op Mortsel van 5 april 1943 verloor het gezin Pil-Van Gastel hun huis.
Na de bevrijding ging Van Gastel aan de slag als afgevaardigde van de kinderrechter en richtte een kindertehuis op voor kinderen wiens ouders door de repressie een gevangenisstraf uitzaten.
Nog tweemaal verbleef ze in Amerika waar ze voordrachten gaf over de Vlaamse Beweging. Ze leidde er een tijdje een tehuis en kreeg een ereburgerschap van de bekende jongensstad Boys Town.
Marie van Gastel overleed te Antwerpen op 16 september 1980 op 88-jarige leeftijd.

## Erkenning
Op 22 februari 1995 werd door het Archief der Nationale Bewegingen (ADVN) officieel een legaat aangenomen van de in 1992 overleden Emiel Pil, zoon van Berten Pil en Mary van Gastel. Dit legaat wordt gebruikt om de  Driejaarlijkse Pil-Van Gastelprijs voor geschiedenis uit te reiken.